# Samu Aghehowa
Samuel Omorodion Aghehowa, ou simplesmente Samu Aghehowa (Melilha, 5 de maio de 2004) é um futebolista espanhol que atua como centroavante. Atualmente joga no Porto.

## Carreira
Nascido em Melilha e criado em Sevilha, é filho de pais nigerianos. Anteriormente conhecido como Samu Omorodion, Samu anunciou em novembro de 2024 que queria ser conhecido pelo sobrenome materno Aghehowa para homenagear sua mãe.

### Granada
Depois de jogar pelo time local Nervión, ingressou nas categorias de base do Granada em 2021.
Em 6 de março de 2022, Samu fez sua estreia pelo time B do Granada, entrando no segundo tempo na derrota em casa por 2 a 1 para o Marchamalo. Em 25 de setembro, ele marcou seu primeiro gol profissional, marcando no empate em 1 a 1 contra o El Ejido. Jogando pelo time B, na Segunda Federación, marcando 18 gols no campeonato. Com este desempenho, o atacante atraiu o interesse de vários clubes da La Liga e da Premier League.
Em 20 de abril de 2023, Omorodion renovou seu contrato com os Nazaríes até 2028.
Em 14 de agosto de 2023, Omorodion fez sua estreia no time - e na La Liga - pelo Granada, começando e marcando o empate momentâneo na derrota fora de casa por 3 a 1 contra o Atlético de Madrid.

### Atlético de Madrid
Em 21 de agosto de 2023, Omorodion juntou-se oficialmente ao Atlético de Madrid, em contrato permanente, assinando um contrato de cinco anos com o clube.

#### Empréstimo ao Alavés
No dia 26 de agosto, Omorodion ingressou no Alavés, também da La Liga, por empréstimo até o final da temporada. Na temporada 2023-24, ele se tornou o artilheiro de seu clube na La Liga ao marcar 8 gols.

### Porto
Em 24 de agosto de 2024, Omorodion ingressou no Porto, clube da Primeira Liga. O contrato válido por cinco anos e com cláusula de rescisão de € 100 milhões. O Porto pagou ao Atlético de Madrid 15 milhões de euros por 50% dos seus direitos desportivos e também reservou a opção de comprar 30% dos seus direitos desportivos em 2025 e 2026 por 5 milhões de euros por ano.
Ele fez sua estreia pelo clube na derrota do rival por 2 a 0 para o Sporting em 31 de agosto, e marcou seu primeiro gol em 15 de setembro, na vitória por 2 a 1 sobre o Farense. No próximo jogo do campeonato, em 21 de setembro, Samu marcou dois gols na vitória por 3 a 0 sobre o Vitória de Guimarães, no Estádio D. Afonso Henriques. Quatro dias depois, ele fez sua estreia nas competições europeias, sendo titular e marcando na derrota por 3 a 2 fora de casa para o Bodø/Glimt, durante a rodada inaugural da recém-formatada fase da Liga Europa da UEFA. No seu próximo jogo da fase da Liga Europa, em 3 de outubro, Samu marcou dois golos no empate 3-3 em casa com o Manchester United, no Estádio do Dragão. Em 28 de outubro, ele marcou três gols na vitória por 5 a 0 fora de casa contra o AVS na Primeira Liga. Em 10 de novembro, Aghehowa marcou o único gol do Porto na derrota fora de casa por 4 a 1 para o rival Benfica no O Clássico, marcando a derrota mais pesada do Porto na liga para o seu arquirrival em 60 anos, um resultado não visto desde a derrota por 4-0 na temporada 1964-65. Depois de marcar cinco gols em cinco partidas e ajudar o Porto na invencibilidade, foi eleito Jogador do Mês e Atacante do Mês do campeonato. Suas atuações ao longo da temporada levaram Aghehowa a realizar sua campanha mais prolífica, marcando 25 gols, incluindo 19 no campeonato, e o Porto terminou em terceiro lugar na Primeira Liga.
Em 11 de julho de 2025, o Porto adquiriu os 15% previstos no negócio feito, no verão passado, por cinco milhões de euros e chegaram a acordo com o Atlético de Madrid para os restantes 20% por 7 milhões de euros, totalizando 32 milhões de euros, o que torna o atacante a contratação mais cara da história do Porto, superando os 21,2 milhões investidos em Nico González, os 20 milhões de euros por David Carmo, 20 milhões de euros por Óliver Torres, enquanto Hulk teve um custo total de 19 milhões de euros.

## Seleção Espanhola
Samu é elegível para representar a Nigéria ou a Espanha internacionalmente.
Em abril de 2023, Omorodion foi convocado pela primeira vez para a seleção espanhola sub-19. Em julho do mesmo ano participou no Campeonato Europeu de Futebol Sub-19 de 2023, em Malta, onde a Rojita perdeu para a eventual campeã Itália nas semifinais. Foi convocado por Santi Denia para os Jogos Olímpicos de Verão, realizados em Paris. onde atuou em seis jogos, marcando um gol. Ao final do torneio, ajudou a Seleção Espanhola a ganhar o ouro olímpico ao bater a Seleção Francesa na prorrogação.
No dia 8 de novembro de 2024, Samu foi convocado por Luis de la Fuente pela primeira vez para a Seleção Espanhola de Futebol, para os jogos contra a Dinamarca e a Suíça, válido pela Liga das Nações da UEFA. Fez sua estreia contra a Suíça em 18 de novembro, no Estádio Heliodoro Rodríguez López, do Tenerife, substituindo Álvaro Morata no intervalo, com a Espanha vencendo a partida por 3–2.

## Estilo de jogo
Samu foi descrito pelo The Athletic como um "número 9 moderno", que é um atacante "alto, rápido e fisicamente imponente". Ele usa sua estrutura considerável para manter o jogo de forma eficaz e envolver outras pessoas. Ele tem ritmo, movimento e antecipação para correr atrás, consegue driblar e criar, além de finalizar com os dois pés e também com a cabeça. Sem a posse de bola, ele aplica pressão de forma eficaz, aproveitando seu tamanho e ritmo para atrapalhar o jogo adversário. Defensivamente, ele recua e fornece força aérea nas bolas paradas. Seu alto ritmo de trabalho e estilo de jogo direto contribuíram para sua eficácia no terço final.
De acordo com o ex-olheiro do Atlético de Madrid, Javier Vidales, Aghehowa é “mais do que apenas um atacante forte que segura o jogo e distribui a bola”. Ele vê Aghehowa desempenhando o "papel de dois atacantes: um homem-alvo que ocupa os defensores e um atacante móvel que encontra espaço. Se os defensores fecham os espaços, ele atua como um número 9 tradicional; se eles o bloqueiam, ele se adapta para explorar aberturas".
Samu se inspirou em David Villa e Diego Costa, afirmando que o último é um jogador com muita garra e muita potência, identificando-se com ele.

## Títulos
Espanha
- Jogos Olímpicos: 2024[61]

Individual
- Jogador do Mês La Liga: fevereiro de 2024 (junto com Álex Sola)[62]
- Jogador do Mês Primeira Liga: dezembro de 2024[38]
- Atacante do Mês Primeira Liga: dezembro de 2024[37]